# Kateřina Janatová
Kateřina Janatová, född 13 mars 1997 i Jilemnice, är en tjeckisk längdskidåkare. Janatová har fyra medaljer från tjeckiska mästerskap, varav ett guld, ett silver och två brons. Hon tävlar för skidklubben Dukla Liberec.
Janatová kör de flesta discipliner inom längdåkning.

## Världsmästerskap
Janatová deltog i Världsmästerskapen i nordisk skidsport 2019 i Seefeld in Tirol. Hon deltar även i Världsmästerskapen i nordisk skidsport 2021 i Oberstdorf.
| Tävling         | 10 km | Skiathlon | 30 km | Sprint | Stafett | Lagsprint |
| --------------- | ----- | --------- | ----- | ------ | ------- | --------- |
| Seefeld 2019    | 60:e  | —         | —     | 41:a   | —       | 13:e      |
| Oberstdorf 2021 |       | —         |       | 32:a   |         | 8:e       |